# 沙頭角

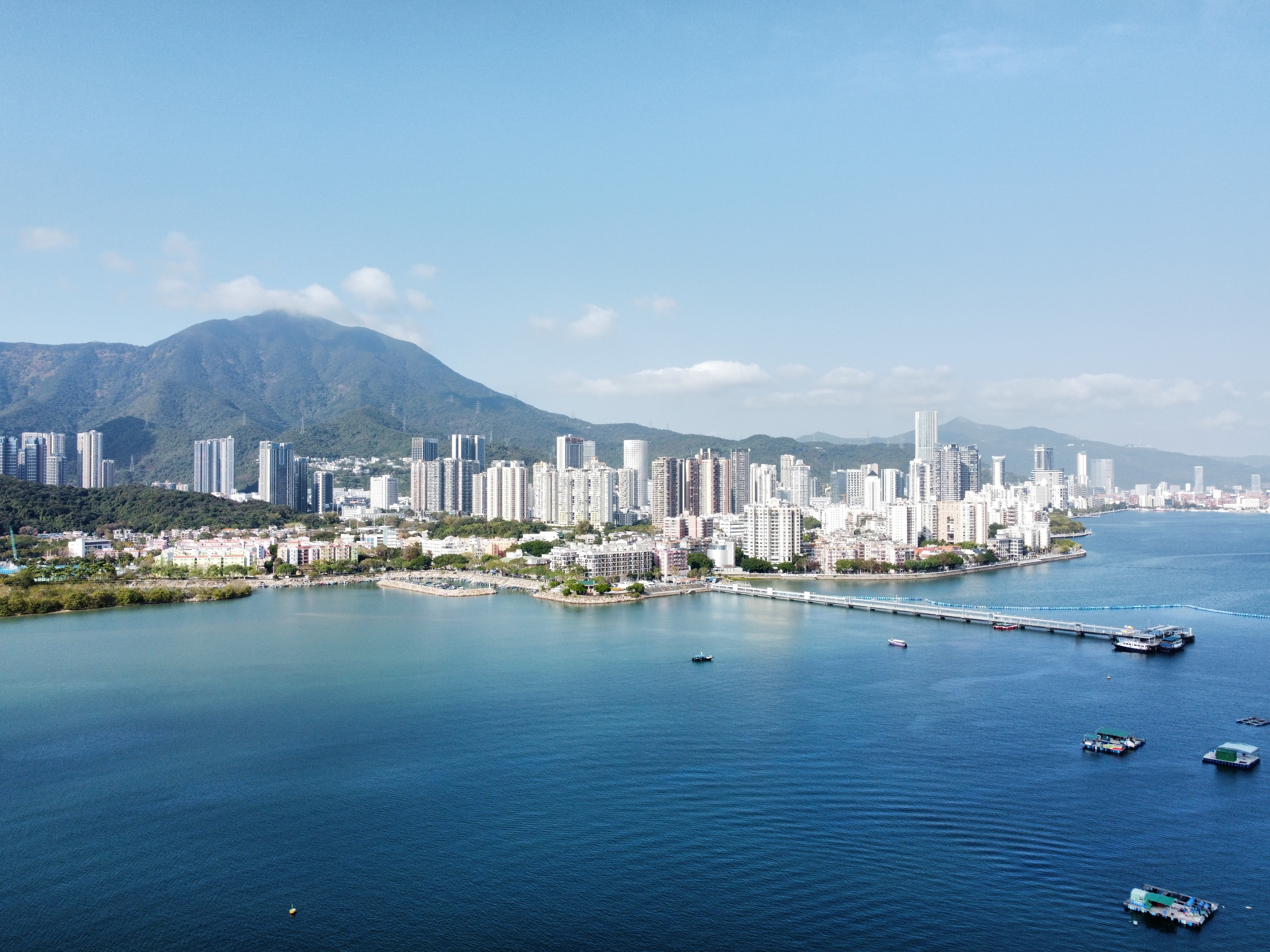
沙頭角全貌，左、右兩側分別屬香港及深圳

沙頭角（英語：Sha Tau Kok）是位於香港新界北區和廣東省深圳市盐田区邊界上的地方，橫跨兩地，以前是人煙興盛的村莊，當1898年新界正式租借與英國時，以沙頭角河分界，劃分為香港邊境禁區，當中河尾一段成為中英街。早在清代，沙頭角的東和墟已為興盛的墟市，但隨著英國租借新界，沙頭角南面劃為英租界內，令村民來往不便。及後位於香港境內的部分沙頭角範圍劃為禁區，非沙頭角村落的村民不能輕易進入沙頭角，使沙頭角難復當年的興盛。
香港境內的沙頭角已建為一個小市鎮。沙頭角市中央為沙頭角公路石涌凹段，周圍還有多條以「順」字開頭的街道。其中沙頭角邨為大部分居民居住的地方。原本不少沙頭角居民以海邊棚屋為居，即住在船上的艇民，及後房協的沙頭角邨落成，很多居民因此上岸，搬進公共房屋，而車坪街及新樓街仍然有一定數量的樓宇。沙頭角另一標記為沙頭角碼頭。沙頭角碼頭位於海中心，有一條百多米長的橋將碼頭和陸地連接，碼頭有街渡前往吉澳、三椏等新界東北鄉郊地區。
1899年香港政府接管香港新界後，直到1980年前，港府將現今北區範圍劃分四個分區，其中之一就是「沙頭角區」，由於此制度沿用近80年之久，故此現今香港方的「沙頭角」在廣義上也涵蓋原「沙頭角區」所覆蓋的地方，包括蓮麻坑、萬屋邊、禾坑、石涌凹、南涌、鹿頸等地，而新娘潭路以東的半島也被稱爲「沙頭角半島」（包括船灣淡水湖），故此該半島上的烏蛟騰、谷埔、鎖羅盆、荔枝窩等地，以及印洲塘一帶以吉澳爲首的島嶼都屬於沙頭角的一部分。

## 地名來源
相傳沙頭角得名於一名清朝大臣，當時他巡視沙頭角一帶時，面對大鵬灣的優美風光，便題了兩句詩：「日出沙頭，月懸海角」，是故得名。

## 歷史

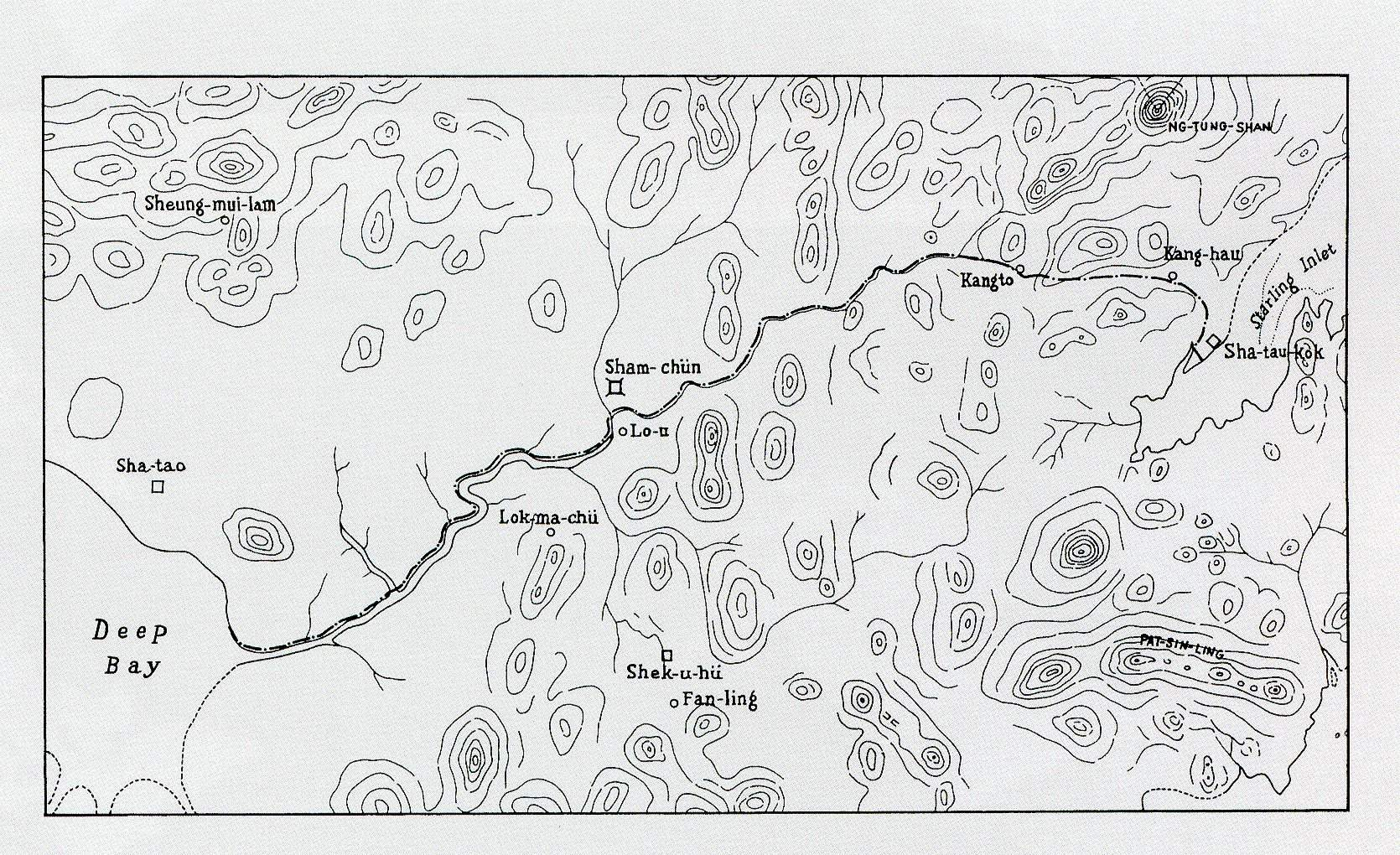
1898年《展拓香港界址專條》附圖中的沙頭角（圖右方「Sha-tau-kok」）

深圳的沙頭角地區曾經出土距今約五千年的新石器時代晚期文物，但是香港的沙頭角地區則没有相關的發現。
自清初復界後，大量人士遷移至沙頭角一帶定居，由於復界後沿海治安不靖，當地鄉村於是組織約，以守望相助，沙頭角有10約，其中兩約位於今日深圳市範圍內（其餘8約於香港特別行政區範圍內），慶春約為著名的其中一約。
自1950年代起，沙頭角被香港政府列作香港邊境禁區，加上第二次世界大戰後鄉郊生活式微，沙頭角人口數十年來一直下降，通常居住人口變得愈來愈少。相反在中國大陸一邊，由於改革開放，貼近香港的沙頭角反而吸引到較多人流。
1967年7月8日，為六七暴動一部份的沙頭角槍戰發生，事件以共6死20傷結束，香港政府其後宣佈邊境全面封閉。
1997年香港回歸後，愈來愈多意見要求解封香港邊境禁區，其中沙頭角是解封重點，好讓生態旅遊等項目可以發展。保安局於2006年9月7日表示將會大幅度地縮減香港邊境禁區範圍，但是沙頭角中英街不擬開放，表示是基於保安理由的考慮。其後香港政府於2012年2月15日凌晨零時起，開放沙頭角墟口前的香港禁區範圍給香港市民自由進出。當天由新界鄉議局主席劉皇發和時任政務司司長唐英年主持開放儀式。石涌凹檢查站因此隨即正式撤銷，邊境檢查站向北移至沙頭角墟口繼續運作。

## 地理

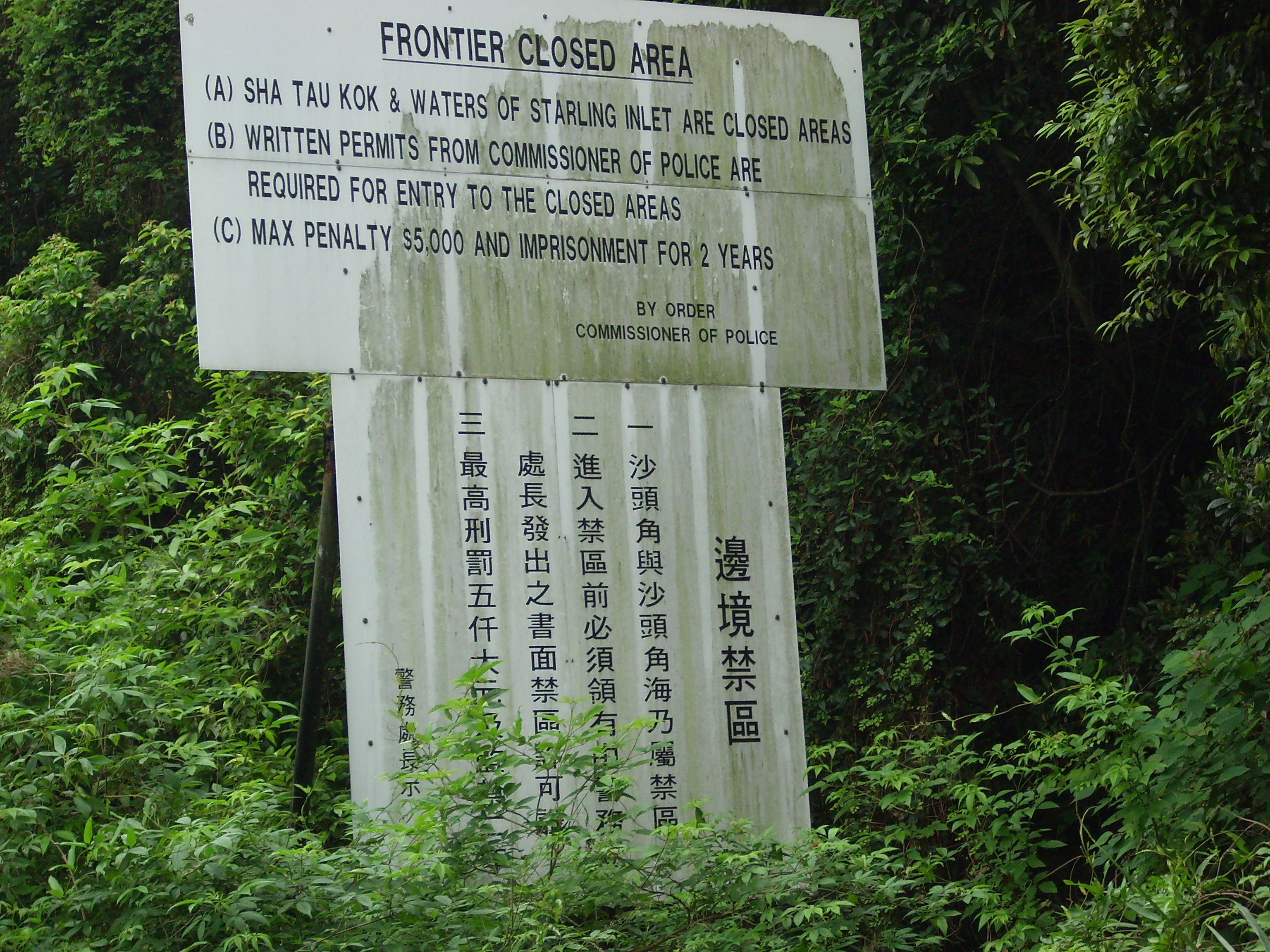
沙頭角的禁區告示牌

沙頭角大致可以分為十個約，當中大部份位於香港邊境，另外有兩個約位於華界。現時沙頭角基本上可以看成三部份的組合：
1. 香港的沙頭角部份，包括以下地方：中英街、沙頭角村、週田村、山咀村、担水坑村等
2. 深圳的沙頭角街道：大鵬灣、梧桐山、紅花嶺、沙栏下，分為四個社區（沙頭角社區、田心社區、橋東社區、中英街社區）[2]，另外還包括東和社區
3. 深圳的海山街道

香港的沙頭角在廣義上還包括新界東北部分打鼓嶺以東的大片地區，包括蓮麻坑、紅花嶺、萬屋邊、禾坑、石涌凹、南涌、鹿頸、沙頭角海等地，船灣和赤門海峽以北、新娘潭路以東的整個半島在傳統上也被稱爲沙頭角半島。

## 行政規劃

### 香港
沙頭角屬北區，而由於沙頭角人口不足以成為一個區議會選區，所以跟鄰近的打鼓嶺、坪輋等鄉村範圍劃為同一個選區。
| 年度/範圍  | 1982-1985        | 1985-1988        | 1988-1991        | 1991-1994        | 1994-1999 | 2000-2003 | 2004-2007 | 2008-2011 | 2012-2015 | 2016-2019 | 2020-2023 | 2024-2027  |
| ---------- | ---------------- | ---------------- | ---------------- | ---------------- | --------- | --------- | --------- | --------- | --------- | --------- | --------- | ---------- |
| 整個沙頭角 | 邊境東及大鵬選區 | 邊境東及大鵬選區 | 邊境東及大鵬選區 | 邊境東及大鵬選區 | 沙打選區  | 沙打選區  | 沙打選區  | 沙打選區  | 沙打選區  | 沙打選區  | 沙打選區  | 紅花嶺選區 |

### 深圳
過去中方區域屬羅湖區的沙頭角鎮。1997年11月7日國務院批覆，從羅湖區分出沙頭角鎮和梅沙、鹽田兩個行政街道，成立鹽田區。其後沙頭角鎮分拆為沙頭角街道及海山街道。

## 合辦農莊
沙頭角有一個有機本土種植的合辦農莊，主要以種植葡萄為主。 而現今位於沙頭角中的位置，以前是屬於禁區，而截至2018年仍未被地產商與政府看中。

## 出入境
沙頭角亦是香港和中國大陸的出入境管制站之一，佔1997年跨界流量的 8%。沙頭角出入境口岸適合前往大、小梅沙、鹽田、沙頭角、南澳等地旅客使用。

## 交通

### 香港區內前往沙頭角
港方沙頭角設有沙頭角巴士總站，位於順隆街沙頭角消防局舊址對面，設有巴士路綫及小巴路綫各一條，均前往上水巴士總站（位於港鐵東鐵綫上水站對面的上水廣場），當中九龍巴士78K線綫途經粉嶺站。
乘搭的士可以經香園圍公路和龍山隧道前往香港市區，往大埔市區距離已比之前大大縮短10分鐘。現時由大埔市區一帶乘新界的士往沙頭角，只需約130元。由香港和九龍市區出發，建議可在大埔中心或太和轉乘的士，比由粉嶺和上水轉車更省時而價錢相約。
於下午繁忙時間至晚間乘客可乘搭由藍田站開往沙頭角，途經觀塘、彩虹、大老山隧道之九龍巴士277A線，全程收費$20.1，車程為86分鐘。

### 過境交通
雖然有本地公共交通前往沙頭角，但不連接邊境管制站，因此乘客使用此管制站過境必須乘搭跨境巴士。目前有兩間公司營辦來往九龍與沙頭角口岸之間的直通巴士服務，分別為永東直巴管理有限公司（沙頭角快線）及香港中旅旅運發展有限公司（沙巴特快）。由於沙頭角口岸收關時間較早，尾班車約於晚上10時開出。

#### 沙頭角快線
路線
九龍塘站 ⇄ 沙田大會堂（只限部份班次） ⇄ 上水廣場 ⇄ 粉嶺聯和墟帝庭軒 ⇄ 沙頭角一號閘 ⇄ 沙頭角口岸
收費
九龍塘／沙田 ⇄ 沙頭角口岸：港幣45元
粉嶺／上水 ⇄ 沙頭角口岸：港幣30元
沙頭角一號閘 ⇄ 沙頭角口岸：港幣10元（只限持禁區紙人士使用）

#### 沙巴特快
路線
九龍塘站 ⇄ 粉嶺名都 ⇄ 沙頭角口岸
收費
九龍塘 ⇄ 沙頭角口岸：港幣43元
粉嶺 ⇄ 沙頭角口岸：港幣27元

### 深圳方接駁交通
出关后为沙盐路与沙深路的十字交汇处，直行、右转、左转均可走向公共交通站点。
直行沙盐路右方有巴士站（站名：三家店），以下各路线停靠该站并开往下列目的地：
| 三家店 | 三家店                     | 三家店 | 三家店                   | 三家店                       |
| 编号   | 路线                       | 路线   | 路线                     | 备注                         |
| ------ | -------------------------- | ------ | ------------------------ | ---------------------------- |
| 85     | 莲塘梧桐苑总站             | ⇆      | 深圳东站枢纽西广场公交站 |                              |
| 308    | 布吉三联总站               | ⇆      | 大梅沙滨海场站           |                              |
| 358    | 福宁总站                   | ⇆      | 沙头角公交总站           | 经欧景城、安良六村、沙深路口 |
| M199   | 山海四季二期华府公交首末站 | ⇆      | 建设路三岛中心总站       | 原 103东段                   |
| M205   | 盐田北综合车场             | ⇆      | 火车站                   | 经梧桐山隧道；原 高峰专线205 |
| M520   | 大梅沙闻檀道场站           | ⇆      | 福田交通枢纽公交场站     | 原 J1东段                    |

右转沙深路有巴士站（站名：沙深路口），以下各路线停靠该站并开往下列目的地：
| 沙深路口   | 沙深路口              | 沙深路口              | 沙深路口              | 沙深路口                     |
| 编号       | 路线                  | 路线                  | 路线                  | 备注                         |
| ---------- | --------------------- | --------------------- | --------------------- | ---------------------------- |
| 68         | 盐田海苑居公交首末站  | ⇆                     | 沙头角公交总站        |                              |
| 358        | 福宁总站              | ⇆                     | 沙头角公交总站        | 经欧景城、安良六村、沙深路口 |
| B619初心号 | 中英街关前站          | ↺                     | 盐田区福利中心        | 原 B662区间                  |
| B662       | 已于2023年7月31日停办 | 已于2023年7月31日停办 | 已于2023年7月31日停办 | 已于2023年7月31日停办        |

部分巴士路线可能因道路施工占用改道，临时不停靠以上站点。
另左转沙深路，北行约700米，可抵达深圳地铁8号线沙头角站，乘坐地铁抵达深圳各地。

## 未來發展

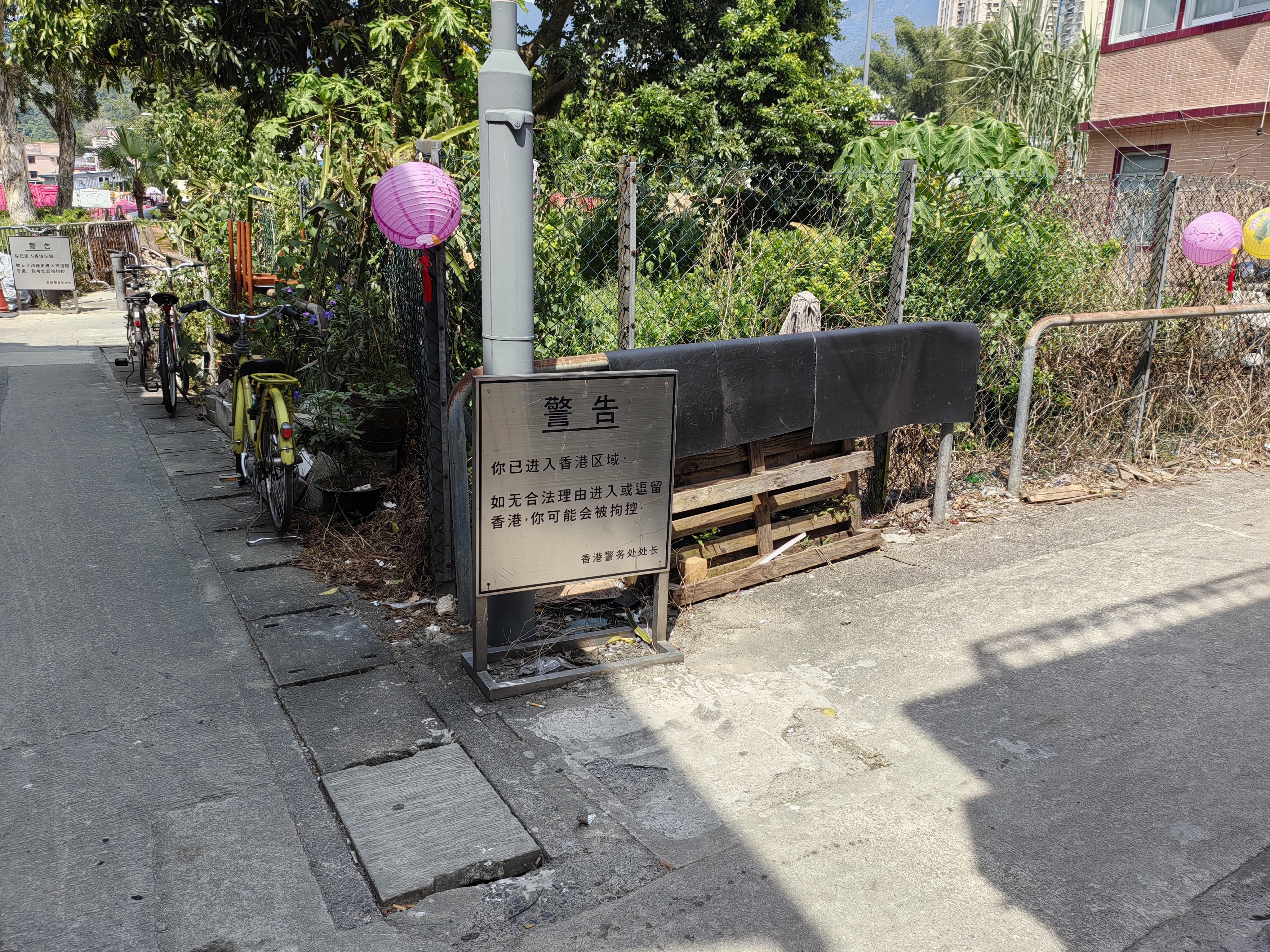
沙頭角的村莊

2012年2月15日香港時間零時零分開始，香港邊境禁區範圍自1951年以來首次大規模縮減，沙頭角的6條鄉村獲得解放，其中塘肚村、新村及木棉頭村早就已經洞悉所帶來的商業機會，陸續興建旅遊景點。居民計劃分階段將42公頃土地開闢作有機農莊、動物園飼養黑草羊、兔、牛及鴕鳥等，又挖掘了多個魚塘有機飼養鯇魚，及劃地提供野戰區域，包括氣槍靶場及9種野戰場景，放置吉普車、直升機及火箭模型等。全部項目合共投資額達1億港元，預料每逢假日可以接待逾千名遊人。此外居民亦有開發更多有機耕種產品，已經落實的包括佔地20公頃的稻田、每月可以生產30公噸菌類食品的蘑菇種植場地及佔地5公頃的蘭花館，可以供應香港酒店。沿海岸方面，居民會闢設海星館、沿海設立蠔排及飼養龍蝦及珍珠蚌等，長遠計劃申請興建民宿及酒店等配套設施，目標為開拓全香港最大的生態主題公園。負責人表示，未來場地會逐步擴展至近海岸線，共逾100公頃土地，建造一處具有海、陸、空主題的休閒旅遊景點；場內亦可以提供700至1000個就業職位，令到區內居民不用再長途跋涉到區外工作，可以節省時間及交通費用。
沙頭角區鄉事委員會主席李冠洪表示，將會加強宣傳開放禁區後沙頭角的旅遊元素，例如有機農莊及區內的歷史建築物，期望可以吸引市民到沙頭角旅遊。
另外深圳地鐵8號線將以2號線東延伸段名義服務鹽田區，當中會在深圳一方的沙頭角設立海山站及沙頭角站，使該處居民進出深圳市區交通更為方便。
深圳地鐵8號線已于2020年10月28日投入營運。
沙頭角碼頭自2022年端午節起每周末向旅行團開放，而沙頭角墟則於2024年1月1日起有限度開放。

## 相關參見
- 梧桐山隧道
- 盘山公路
- 沙頭角河
- 沙頭角海

## 外部連結
- 香港地方; 地方; 邊境禁區(一)沙頭角市 （页面存档备份，存于）
- 香港地方; 地方; 邊境禁區(二)沙頭角鄉郊 （页面存档备份，存于）
- HK Scenery 香港街景：有沙頭角八十年代及近年的照片、錄象
- 孙霄，(2004年)，南方报业网首页 > 旅游 > 地理杂志 > 中英街:"一街两制"的奇观 （页面存档备份，存于）